# Barão de Grajaú
Barão de Grajaú es un municipio brasileño del estado de Maranhão. Pertenece a la región este Maranhense, dentro de la microrregión de las Chapadas del Alto Itapecuru. Se encuentra sobre el margen izquierdo del Río Parnaíba y limita con Floriano/PI. 
Su patrono es Santo Antônio.
Posee un área de 2.247 km², representando el 0.6769 % del Maranhão, el 0.1446 % de la región nordeste y el 0.0264 % de todo el territorio brasileño. Posee un clima tropical y se encuentra a 108 metros de altitud. Según el censo de 2010 su población era de 17.816 habitantes. 
La vegetación predominante es la caatinga, que produce arroz, babasú, buriti y la palmera jussara.

## Historia
Fue fundada el 29 de marzo de 1911 y su nombre es en homenaje a Carlos Fernandes Ribeiro, el Barón de Grajaú, título nobiliario restringido a la nobleza monárquica. 